# Éther 12-couronne-4
L'éther 12-couronne-4, ou simplement 12-couronne-4, est un composé organique de formule chimique (C2H4O)4 correspondant au tétramère cyclique d'oxyde d'éthylène. Il s'agit d'un éther couronne qui agit comme chélateur spécifique au cation de lithium Li+, avec lequel il forme le complexe bis(12-couronne-4)-lithium :

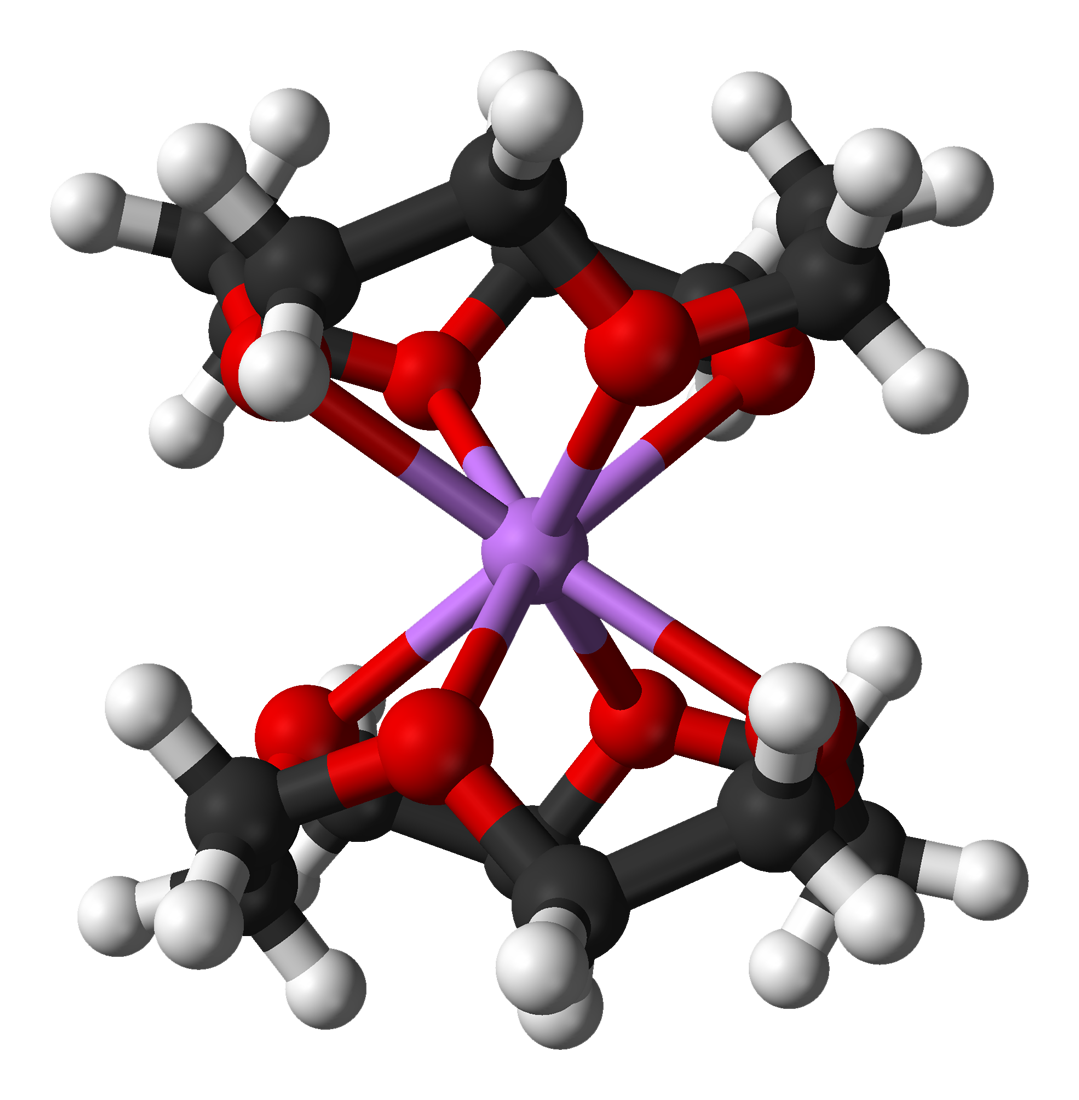
Complexe bis(12-couronne-4)-lithium.